# Aminath Shajan
Aminath Shajan, född 29 oktober 1993, är en maldivisk simmare. 
Shajan tävlade för Maldiverna vid olympiska sommarspelen 2012 i London, där hon blev utslagen i försöksheatet på 50 meter frisim. Vid olympiska sommarspelen 2016 i Rio de Janeiro blev Shajan utslagen i försöksheatet på 100 meter frisim.